# The Death of Me
The Death Of Me är den första solo-EP:n av City and Colour, Dallas Greens sidoprojekt. Den spelades in under tre dagar då hans band Alexisonfire hade en paus mellan turnéer. Endast 2000 exemplar tillverkades och EP:n fanns bara att köpa under de första konserterna i södra Ontario.

## Låtlista
Alla låtar skrivna av Dallas Green, förutom "Casey's Song" med musik av Dallas Green och text av Casey Baker.
1. "Save Your Scissors" - 4:50
2. "Like Knives" - 4:29
3. "Hello, I'm In Delaware" - 5:46
4. "Day Old Hate" - 6:43
5. "Casey's Song" - 3:27
6. "Sometimes (I Wish)" - 6:03